# Giuseppe Torelli
Giuseppe Torelli (1658 - 1709) là nghệ sĩ đàn violon, viola, nhà soạn nhạc và giáo viên người Ý.
Torelli được nhớ đến nhiều nhất với những đóng góp của mình cho sự phát triển của các concerto viết cho nhạc cụ, đặc biệt là các concerto grosso và concerto viết cho bộ dây; cũng như là nhà soạn nhạc Baroque viết nhiều nhất cho trumpet.
Torelli được sinh ra ở Verona. Người ta không biết người mà ông học violin dù đã được suy đoán rằng ông là một học trò của Leonardo Brugnoli hoặc Bartolomeo Laurentinhưng chắc chắn rằng ông đã học với Giacomo Antonio Perti.
Ngày 27 tháng 6 năm 1684, ở tuổi 26, ông trở thành một thành viên của Accademia Filarmonica. Năm 1698, ông đảm nhiệm vai trò nhạc trưởng cho triều đình vua Georg Friedrich II. Tháng 2 năm 1701, ông đến Bologna
Ông qua đời tại Bologna vào năm 1709, nơi mà bản thảo của ông được bảo tồn trong kho lưu trữ San Petronio.

## Danh mục tác phẩm
- 10 Sonate a 3, with Basso Continuo, op. 1 (1686).
- 12 Concerto da camera, for 2 violins and basso continuo, op. 2 (1686).
- 12	Sinfonie, for 2–4 instruments, op. 3 (1687).
- 12 Concertino per camera for Violin and Cello, op. 4 (1688).
- 12 Sinfonie a 3 e concerti a 4, op. 5 (1692).
- 12 Concerti musicali a quattro, op. 6 (1698).
- 12 Concerti grossi con una pastorale per il Santissimo Natale, op. 8 (1709).
- Hơn 30 concertos cho 1 đến 4 trumpets, gồm 1 Sinfonia à 4,sáng tác sau 1702[2] và không xuất bản trong suốt cuộc đời của ông, concerto for four trumpets, với một dàn nhạc gồm bốn oboe, hai bassoon, trombone, timpani, bốn violin, hai viola, bốn cello, hai double basse.